# 米山珠央
米山 珠央（よねやま たまお、1996年4月22日 - ）は、ミス・インターナショナル2023に出場したことで知られる女性モデル。
父は福島県会津若松市出身。1996年4月22日、東京都に生まれる。
2015年4月1日、学習院大学経済学部経済学科入学。3年生在学中の2017年、「ミス学習院コンテスト2017」に出場。
2022年11月8日、ニッショーホール（東京都港区東新橋）で行われた「2023ミス・インターナショナル日本代表選出大会」で、32人の候補者の中からミス・インターナショナル日本代表に選出される。日刊スポーツの報道によると「この光景を夢見て努力して参りました。世界大会に向けて、もっと努力していきたいと思います」と意気込んだ。また、「今日だけは自分に『頑張ったね』って褒めてあげたいと思います」と喜びを表した。
2023年5月、ユー・グループから長野県にカラマツ1,840本が贈呈されたが、「緑の大使」として贈呈式に出席。同年6月29日、熊本トヨペット株式会社が阿蘇市にサクラの苗木30本を寄贈する贈呈式に「緑の大使」として出席。また、熊本市にはシバザクラ1,120ポットを寄贈している。
2023年10月3日、福島民報社の取材に対し「日本の魅力を発信しながら優勝を果たしたい」「外見はもちろん、内面にも向き合ってきた。笑顔と、周りの人に応援してもらえることが強みだと思っている」と語った。10月26日、国立代々木競技場・第二体育館（東京都渋谷区神南）で開催された「第61回ミス・インターナショナル世界大会2023」では入賞はかなわなかった。
- CM
  - 幸楽苑「好きです」篇
- 出版
  - 『瑞麗』専属モデル（中国のファッション誌）
  - 『CanCam』2019年 - 2020年頃、「it girl」の一人として紙面にも関与